# ناصر فروغ
ناصر فروغ (۱۰ آبان ۱۳۲۹ – ۱۷ مهر ۱۳۹۲) بازیگر سینما اهل ایران بود.
وی با ورود به حوزه هنری و بازی در فیلم زنگ‌ها به کارگردانی محمدرضا هنرمند حرفه بازیگری را آغاز کرد.

## درگذشت
وی در تاریخ ۱۷ مهر ۱۳۹۲ در سن ۶۲ سالگی به علت بیماری سرطان درگذشت و در قطعه هنرمندان بهشت زهرا به خاک سپرده شد.

## فیلمشناسی

### سینمایی
- دل بی‌قرار (۱۳۹۱)
- پنجشنبه آخر ماه (۱۳۹۰)
- زبان مادری (۱۳۸۹)
- پوست موز (۱۳۸۷)
- معبد جان (۱۳۸۷)
- دوشیزه (۱۳۸۱)
- نغمه (۱۳۸۰)
- سجده بر آب (۱۳۷۵)
- لاک‌پشت (۱۳۷۵)
- شیرین و فرهاد (۱۳۷۴)
- پاییز بلند (۱۳۷۲)
- من زمین را دوست دارم (۱۳۷۲)
- پرواز در پرواز (۱۳۷۱)
- پرنده آهنین (۱۳۷۰)
- تعقیب سایه‌ها (۱۳۶۹)
- گنبد نور (۱۳۶۷)
- تیرباران (۱۳۶۵)
- دستفروش (اپیزود اول) (۱۳۶۵)
- دستفروش (اپیزود دوم) (۱۳۶۵)
- گذرگاه (۱۳۶۵)
- بایکوت (۱۳۶۴)
- زنگ‌ها (۱۳۶۴)

### تلویزیونی
- یوسف پیامبر‏
- مردان آنجلس
- کاشانه (مجموعه تلویزیونی)
- پرونده‌های مجهول (۱۳۸۰ جمال شورجه) شبکه ۲
- قبیله عشق